# Ruperto de Bingen
Ruperto de Bingen (en alemán: Rupert von Bingen) (n. 712; m. 732 en Bingen) santo legendario alemán del siglo VIII. Santo patrón de la ciudad de Bingerbrück en Bingen am Rhein y de los peregrinos. Su memoria  litúrgica se celebra el 15 de mayo.

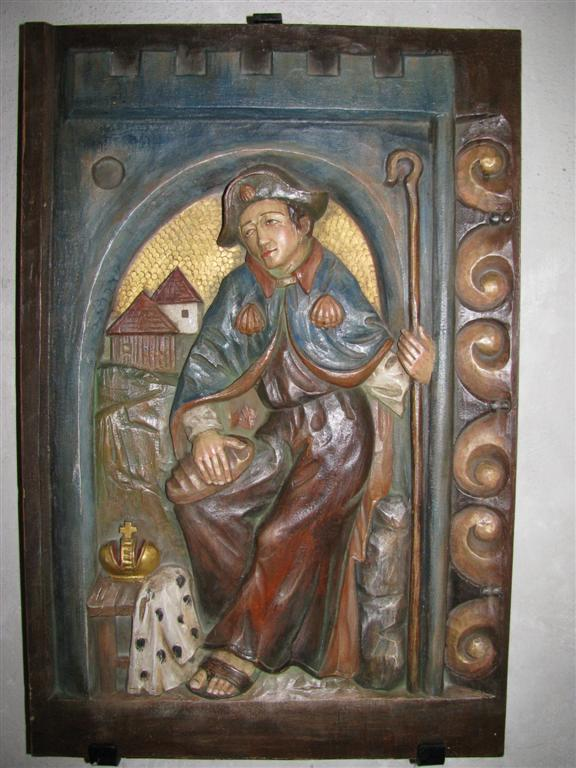
Retablo con la imagen de san Ruperto de Bingen como peregrino. Iglesia parroquial de Bingerbrück

Según la leyenda Ruperto fue hijo de un pagano de nombre Robolaus y de una princesa cristiana de nombre Berta. Tras la muerte de su padre se educó conforme al sentir cristiano de su madre. A los 15 años peregrina hacia Roma. Al regresar a su hogar, construye una iglesia y algunas casas en las tierras de su familia. Él vivió con su madre en una colina a la orilla del río Nahe en la desembocadura del Rin junto a Bingen dedicándose a obras caritativas. Murió cuando tenía 20 años debido a una fiebre siendo, enterrado en la iglesia que él y su madre habían mandado construir.
Santa Hildegarda de Bingen veneraba a este santo y probablemente se basó en la tradición sobre él para escribir su biografía «Vita Sancti Ruperti», mandó renovar su iglesia y construyó un convento dedicado a él: el monasterio de Rupertsberg.
En la Guerra de los treinta años sus restos fueron trasladados a Eibingen y en 1814 al monte Rochusberg en Bingen. Uno de sus brazos se conserva en un relicario de cristal en la parroquia de "Santa Hildegarda y san Juan Bautista" en Eibingen.